# Уилсон, Джордж (футболист, 1892)
Джордж Уи́лсон (англ. George Wilson; 14 января 1892 — 25 ноября 1961) — английский футболист, центральный хавбек. Выступал за футбольные клубы «Флитвуд», «Моркам», «Блэкпул», «Уэнсдей» и «Нельсон». Также провёл 12 матчей за сборную Англии (7 из которых в качестве капитана).

## Клубная карьера
Уроженец Керкема (графство Ланкашир), Джордж играл в футбол за местные школьные команды, после чего выступал за «Флитвуд» и «Моркам» в Комбинации Ланкашира. Его заметили скауты «Блэкпула», и в начале 1912 года Уилсон стал игроком этого клуба. 27 января 1912 года он дебютировал за «Блэкпул» в матче Второго дивизиона против «Фулхэма». Первые два матча он провёл в роли нападающего, но затем был переведён на позицию хавбека. 20 апреля 1912 года забил свой первый и единственный гол в сезоне 1911/12 в ворота «Бирмингем Сити». В сезоне 1912/13 он стал лучшим бомбардиром «Блэкпула» с 10 голами в 24 матчах Второго дивизиона. Команда завершила тот сезон на последнем 20-м месте Второго дивизиона, но была успешно переизбрана в Футбольную лигу следующего сезона. В сезоне 1913/14 Уилсон из-за травмы сыграл только в одном матче в лиге. В сезоне 1914/15 окончательно закрепился в роли центрального хавбека и забил два гола (в игре против «Клэптон Ориент» 6 февраля 1915 года и против «Ноттингем Форест» семь дней спустя). В 1915 году все официальные турниры в Англии были приостановлены в связи с войной. К 1919 году, когда турниры возобновились, Уилсон «считался одним из лучших центральных хавбеков в футболе». В сезоне 1919/20 он провёл за «Блэкпул» 25 матчей (22 из них в лиге) и забил 1 гол (в игре против «Лидс Сити» на «Блумфилд Роуд»).
10 марта 1920 года Уилсон перешёл в клуб Первого дивизиона «Уэнсдей» из Шеффилда за 3000 фунтов, где сразу был назначен капитаном команды. По итогам сезона 1919/20 команда выбыла во Второй дивизион. Уилсон выступал за «сов» до июля 1925 года, сыграв за неё 197 матчей и забив 5 голов во всех турнирах.
В октябре 1923 года в составе команды «профессионалов» выиграл Суперкубок Англии.
13 июля 1925 года перешёл в клуб Третьего северного дивизиона «Нельсон» за 2000 фунтов стерлингов. Выступал за команду на протяжении пяти лет (сыграв 160 матчей и забив 18 голов в рамках лиги), а летом 1930 года завершил карьеру игрока.

## Карьера в сборной
14 марта 1921 года 29-летний Уилсон дебютировал за сборную Англии в матче против сборной Уэльса, который завершился безголевой ничьей.
Свой последний матч за сборную Мун провёл 17 мая 1924 года: это была игра против сборной Франции в Париже.
Всего провёл за сборную Англии 12 матчей, 7 из которых — в качестве капитана.

#### Список матчей за сборную
| №  | Дата            | Стадион                  | Соперник  | Результат | Турнир                     |
| -- | --------------- | ------------------------ | --------- | --------- | -------------------------- |
| 1  | 14 марта 1921   | «Ниниан Парк», Кардифф   | Уэльс     | 0:0       | Домашний чемпионат 1920/21 |
| 2  | 9 апреля 1921   | «Хэмпден Парк», Глазго   | Шотландия | 0:3       | Домашний чемпионат 1920/21 |
| 3  | 21 мая 1921     | «Оскар Боссар», Брюссель | Бельгия   | 2:0       | Товарищеский матч          |
| 4  | 22 октября 1921 | «Уиндзор Парк», Белфаст  | Ирландия  | 1:1       | Домашний чемпионат 1921/22 |
| 5  | 8 апреля 1922   | «Вилла Парк», Бирмингем  | Шотландия | 0:1       | Домашний чемпионат 1921/22 |
| 6  | 21 октября 1922 | «Хоторнс», Уэст-Бромидж  | Ирландия  | 2:0       | Домашний чемпионат 1922/23 |
| 7  | 5 марта 1923    | «Ниниан Парк», Кардифф   | Уэльс     | 2:2       | Домашний чемпионат 1922/23 |
| 8  | 19 марта 1923   | «Хайбери», Лондон        | Бельгия   | 6:1       | Товарищеский матч          |
| 9  | 14 апреля 1923  | «Хэмпден Парк», Глазго   | Шотландия | 2:2       | Домашний чемпионат 1922/23 |
| 10 | 10 октября 1923 | «Уиндзор Парк», Белфаст  | Ирландия  | 1:2       | Домашний чемпионат 1923/24 |
| 11 | 3 марта 1924    | «Ивуд Парк», Блэкберн    | Уэльс     | 1:2       | Домашний чемпионат 1923/24 |
| 12 | 17 мая 1924     | «Персен», Париж          | Франция   | 3:1       | Товарищеский матч          |

Итого: 12 матчей / 0 голов; 4 победы, 4 ничьи, 4 поражения.